# Ercole Consalvi
Ercole Consalvi (Rome, 7 juni 1757 – Anzio, 24 januari 1824) was een Italiaans kardinaal en staatssecretaris onder Paus Pius VII.

## Biografie
Consalvi kwam na zijn diakenwijding in 1783 in pauselijke diplomatieke dienst (1783).  Hij is nooit priester gewijd. Door zijn bijzondere talenten maakte hij snel carrière. Vanaf 1792 werkte hij aan de Rota.  Hij vergezelde Paus Pius VI in diens ballingschap in Frankrijk (1798–1799).  Na de dood van deze paus was hij secretaris van het conclaaf te Venetië (november 1799), waar mede door zijn advies zijn vriend Luigi Chiaramonti gekozen werd (maart 1800). Deze benoemde hem in 1800 tot kardinaal en staatssecretaris.
Het concordaat met Napoleon (1801) was grotendeels Consalvi's werk, maar zijn verzet tegen de Organieke Artikelen (een aantal bepalingen die Napoleon eenzijdig aan de tekst van het concordaat had toegevoegd) leidde tot een breuk met Napoleon, die de paus dwong Consalvi te ontslaan (1806). Als de feitelijke leider van de dertien ‘zwarte kardinalen’, die weigerden Napoleons huwelijk met Marie Louise goed te keuren (1810), werd hij verbannen, eerst naar Parijs (1810), later naar Reims (1810-1813).  In april 1814 kwam hij vrij en werd terug staatssecretaris.
In vele onderhandelingen te Parijs, Londen en op het Weense Congres (1814-1815) wist hij grotendeels het herstel van de Kerkelijke Staat te bewerken. In de Romeinse Curie voerde hij in 1816 diverse hervormingen door, gedeeltelijk in aansluiting op maatregelen uit de periode van de Franse bezetting. Deze gematigd progressieve houding bezorgde hem de haat van behoudsgezinde groeperingen, die de nieuwe paus, Leo XII, ertoe brachten hem te ontslaan (1823). Hij werd toen prefect van de Propaganda Fide, die hij reeds in 1817 had gereorganiseerd, maar overleed korte tijd nadien.
Consalvi had een actieve belangstelling voor cultuur, onder andere archeologie en literatuur (pseudoniem Floridante Erminio).

## Werk
- Memorie del card. E. Consalvi, uitgegeven door M. Nasalli-Rocca (1950)